# Егоза (гора)
Егоза — гора на юге Среднего Урала высотой 607,7 м, расположена в 150 км от Екатеринбурга, на севере Челябинской области, к западу от города Кыштым. Составляет единый массив с горой Сугомак.

Здесь действует горнолыжный центр «Гора Егоза».

## Топонимика
Название возникло в результате переосмысливания в русском языке башкирского топонима, составленного словами: ек — «расселина», «межгорье» и ауыҙы — «вход», «горло», "горловина", «рот», т. е. «вход в межгорье» (досл. "горловина межгорья").
Пониженная долина речки действительно представляет открытый вход в систему горных массивов. Непонятное башкирское название Екауза, Еказа (башк. Егауыҙы) по звуковому сходству было сближено русскими поселенцами со словом «егоза». 

Форма названия Еказа у речки и железнодорожного разъезда на территории города Кыштыма, встречается на карте торфяного фонда СССР, 1931 г.